# Solheim Cup 2011
Der Solheim Cup 2011 wurde vom 23. bis 25. September 2011 im Killeen Castle, County Meath, Irland ausgetragen. Der alle zwei Jahre ausgetragene dreitägige Wettbewerb ist das größte Profigolfturnier im Frauengolf, bei dem die besten 12 Golferinnen der USA und Europa gegeneinander antreten. Die USA haben bis 2011 die letzten drei Wettbewerbe hintereinander gewonnen, der letzte Sieg der Europäerinnen im Jahr 2003 in Schweden lag damit acht Jahre zurück. Nach den ersten zwei Mannschaftsspieltagen stand es 8 zu 8 Gleichstand. Die Europäerinnen gewannen die Einzel am Sonntag insgesamt 7-5 und konnten dadurch mit 15-13 siegen. Es war der vierte europäische Sieg, die alle auf heimischem Boden gewonnen wurden.

## Modus
Es wurden insgesamt 28 Partien als Lochspiel ausgetragen, die sich wie folgt auf die einzelnen Tage verteilten:
- Tag 1 (Freitag): Vier Foursomes am Vormittag, sowie vier Fourballs am Nachmittag.
- Tag 2 (Samstag): Vier Foursomes am Vormittag, sowie vier Fourballs am Nachmittag.
- Tag 3 (Sonntag): Zwölf Einzel

Für ein gewonnenes Match wurde ein Punkt vergeben. Für ein geteiltes Match erhielt jedes Team einen halben Punkt. Europa benötigte 14 Punkte, um den Solheim Cup zu verteidigen. Die USA benötigten 14 ½ Punkte um den Solheim Cup zu gewinnen.

## Teams
| Team Europa                                    |        |                           |             |               |                                                                  |
| Name                                           | Alter1 | Heimatstadt2              | LET ranking | Rolex ranking | Solheim experience                                               |
| Alison Nicholas Non-playing captain            | 49     | Birmingham, England       |             |               | 1990, 1992, 1994, 1996, 1998, 2000, 2005, 2009-Captain           |
| Joanne Morley Non-playing assistant captain    | 44     | Cheshire, England         |             |               | 1996, 2009-Asst. captain                                         |
| Annika Sörenstam Non-playing assistant captain | 40     | Stockholm, Schweden       |             |               | 1994, 1996, 1998, 2000, 2000, 2002, 2003, 2005, 2007             |
| Melissa Reid                                   | 24     | Derby, England            | 1           | 38            | Rookie                                                           |
| Laura Davies                                   | 47     | Coventry, England         | 2           | 78            | 1990, 1992, 1994, 1996, 1998, 2000, 2002, 2003, 2005, 2007, 2009 |
| Suzann Pettersen                               | 30     | Oslo, Norwegen            | 3           | 2             | 2002, 2003, 2005, 2007, 2009                                     |
| Christel Boeljon                               | 24     | Beverwijk, Niederlande    | 4           | 54            | Rookie                                                           |
| Maria Hjorth                                   | 35     | Falun, Schweden           | 16          | 19            | 2002, 2005, 2007, 2009                                           |
| Anna Nordqvist                                 | 24     | Eskilstuna, Schweden      | 9           | 28            | 2009                                                             |
| Catriona Matthew                               | 42     | North Berwick, Schottland | 19          | 30            | 1998, 2003, 2005, 2007, 2009                                     |
| Sophie Gustafson                               | 37     | Varberg, Schweden         | 14          | 37            | 1998, 2000, 2002, 2003, 2005, 2007, 2009                         |
| Azahara Muñoz Captain’s pick                   | 23     | Málaga, Spanien           | 20          | 42            | Rookie                                                           |
| Caroline Hedwall Captain’s pick                | 22     | Täby, Schweden            | 8           | 48            | Rookie                                                           |
| Karen Stupples Captain’s pick                  | 38     | Dover, Kent, England      | 32          | 22            | 2005                                                             |
| Sandra Gal Captain’s pick                      | 26     | Düsseldorf, Deutschland   | 72          | 43            | Rookie                                                           |

1Alter beim Start des Solheim Cup 2011 am 23. September 2011.

2Heimatstadt im Heimatland.

LET Ranking Stand 20. August 2011

Rolex Ranking Stand 29. August 2011

### Team USA
Juli Inkster ist 2011 die Erste in der Geschichte des Solheim Cup die sowohl Co-Kapitänin als auch Spielerin war.
| Team USA                                        |        |             |             |        |               |                                                |
| Name                                            | Alter1 | Aus2        | Punkte rank | Punkte | Rolex ranking | Solheim experience                             |
| Rosie Jones Non-playing captain                 | 51     | Georgia     |             |        |               | 1990, 1996, 1998, 2000, 2002, 2003, 2005       |
| Juli Inkster Playing assistant captain          | 51     | Kalifornien | 9           | 188.5  | 45            | 1992, 1998, 2000, 2002, 2003, 2005, 2007, 2009 |
| Sherri Steinhauer Non-playing assistant captain | 48     | Wisconsin   |             |        |               | 1994, 1998, 2000, 2007                         |
| Cristie Kerr                                    | 33     | Florida     | 1           | 750.0  | 2             | 2002, 2003, 2005, 2007, 2009                   |
| Stacy Lewis                                     | 26     | Texas       | 2           | 467.5  | 11            | Rookie                                         |
| Morgan Pressel                                  | 23     | Florida     | 3           | 447.5  | 12            | 2007, 2009                                     |
| Angela Stanford                                 | 33     | Texas       | 4           | 438.5  | 18            | 2003, 2007, 2009                               |
| Paula Creamer                                   | 25     | Kalifornien | 5           | 434.5  | 9             | 2005, 2007, 2009                               |
| Michelle Wie                                    | 21     | Hawaii      | 6           | 358.0  | 14            | 2009                                           |
| Brittany Lincicome                              | 26     | Florida     | 7           | 356.5  | 15            | 2007, 2009                                     |
| Brittany Lang                                   | 26     | Texas       | 8           | 293.0  | 33            | 2009                                           |
| Christina Kim                                   | 27     | Kalifornien | 10          | 150.5  | 75            | 2005, 2009                                     |
| Vicky Hurst Captain’s pick                      | 21     | Florida     | 11          | 138.0  | 76            | Rookie                                         |
| Ryann O’Toole Captain’s pick                    | 24     | Kalifornien | 18          | 64.5   | 125           | Rookie                                         |

1Alter beim Start des Solheim Cup 2011 am 23. September 2011.

2Bundesstaat für welches die Spielerin startet.

Rolex Ranking vom 21. August 2011. Das Rolex Ranking hat nichts mit der US-Teamauswahl zu tun, es zeigt nur den Vergleich zu den Europäerinnen.

## Ergebnisse

### Tag 1
Freitag, 23. September 2011

### Morning foursomes
|                     | Results |                   |
| ------------------- | ------- | ----------------- |
| Hjorth/Nordqvist    | 2 & 1   | Wie/Kerr          |
| Stupples/Reid       | 1 up    | Creamer/Lincicome |
| Matthew/Muñoz       | 3 & 2   | Lewis/Stanford    |
| Pettersen/Gustafson | 1 up    | Lang/Inkster      |
| 2                   | Session | 2                 |
| 2                   | Overall | 2                 |

### Afternoon fourball
|                     | Results |                 |
| ------------------- | ------- | --------------- |
| Davies/Reid         | 1 up    | Creamer/Pressel |
| Matthew/Gal         | halved  | Kim/O’Toole     |
| Gustafson/Hedwall   | 5 & 4   | Hurst/Lincicome |
| Pettersen/Nordqvist | 2 up    | Wie/Kerr        |
| 2½                  | Session | 1½              |
| 4½                  | Overall | 3½              |

### Tag 2
Samstag, 24. September 2011

### Morning foursomes
|                   | Results |                 |
| ----------------- | ------- | --------------- |
| Hedwall/Gustafson | 6 & 5   | Stanford/Lewis  |
| Stupples/Boeljon  | 3 & 2   | Pressel/O’Toole |
| Hjorth/Nordqvist  | 3 & 2   | Lang/Inkster    |
| Matthew/Muñoz     | halved  | Kerr/Creamer    |
| 2½                | Session | 1½              |
| 7                 | Overall | 5               |

### Afternoon fourball
|                   | Results |                   |
| ----------------- | ------- | ----------------- |
| Davies/Reid       | 4 & 3   | Wie/Lang          |
| Pettersen/Hedwall | 1 up    | Pressel/Kerr      |
| Gal/Boeljon       | 2 & 1   | Lewis/O’Toole     |
| Hjorth/Muñoz      | 3 & 1   | Creamer/Lincicome |
| 1                 | Session | 3                 |
| 8                 | Overall | 8                 |

### Tag 3
Sonntag, 25. September 2011

### Singles
|                  | Results  |                    |
| ---------------- | -------- | ------------------ |
| Catriona Matthew | 6 & 5    | Paula Creamer      |
| Sophie Gustafson | 2 up     | Stacy Lewis        |
| Anna Nordqvist   | 2 & 1    | Morgan Pressel     |
| Laura Davies     | halved   | Juli Inkster       |
| Melissa Reid     | 2 up     | Vicky Hurst        |
| Christel Boeljon | 2 up     | Brittany Lincicome |
| Sandra Gal       | 6 & 5    | Brittany Lang      |
| Maria Hjorth     | 4 & 2    | Christina Kim      |
| Suzann Pettersen | 1 up     | Michelle Wie       |
| Caroline Hedwall | halved   | Ryann O’Toole      |
| Azahara Muñoz    | 1 up     | Angela Stanford    |
| Karen Stupples   | 10 & 8 1 | Cristie Kerr       |
| 7                | Session  | 5                  |
| 15               | Overall  | 13                 |

1 Kerr brach das Spiel am Anfang wegen einer Verletzung ab. Nach den Solheim Cup Regeln war es ein 10 zu 8 Sieg für Europa.